# Улентинский сельский округ
Уленти́нский се́льский окру́г (каз. Өлеңті ауылдық округі) — административная единица в составе Ерейментауского района Акмолинской области Казахстана. 
Административный центр — село Уленты.

## История
В 1989 году существовал как — Улентинский сельсовет (сёла Уленты, Ордабай, станции Куржункуль, Уленты).
В периоде 1991—1998 годов:
- Улентинский сельсовет был преобразован в Улентинский сельский округ;
- село Ордабай было упразднено.

## Население
| Численность населения | Численность населения | Численность населения |
| 1989                  | 1999                  | 2009                  |
| --------------------- | --------------------- | --------------------- |
| 2418                  | ↘1688                 | ↘1321                 |

## Состав
| № | Населённый пункт | Тип населённого пункта       | Население, 1989 | Население, 1999 | Население, 2009 |
| - | ---------------- | ---------------------------- | --------------- | --------------- | --------------- |
| 1 | Коржинколь       | станция                      | 230             | 230             | 130             |
| 2 | Ордабай          | село, упразднено             | 270             | -               | -               |
| 3 | Уленты           | село, административный центр | 1 563           | 1 122           | 946             |
| 4 | Уленты           | станция                      | 355             | 336             | 245             |

## Местное самоуправление
Аппарат акима Улентинского сельского округа — село Уленты, улица Тын, 1а.
- Аким сельского округа — Хосыбаев Балтабай Толетаевич[1].